# Crivina, Giurgiu
Crivina este un sat ce aparține orașului Bolintin-Vale din județul Giurgiu, Muntenia, România.

## Istoric
Satul Crivina, aparținător orașului Bolintin Vale, deși situat în teritoriul Bolintinului descris în hrisovul din 15 martie 1433, nu are o vechime mai mare de două veacuri. El a fost ridicat pe proprietatea mănăstirească din Bolintin, prin intervenția și pentru a sluji interesele călugărilor bucureșteni și greci de la Mihai Vodă. La începuturile istoriei documentate, în partea mănăstirească a Bolintinului exista un nucleu de locuire, un sat numit Pilești, care dispare cam odată cu mănăstirea Bunavestire, pe la mijlocul secolului al XVII-lea. Ulterior, un veac mai târziu, spre sfârșitul celui de-al XVIII-lea, în acest spațiu se întemeiază două noi sate, mai întâi Țigănia lui Mihai Vodă (azi Mihai Vodă, comuna Bolintin Deal) și nu mult după aceea, Crivina.Pileștii erau situați pe teritoriul satului Mihai Vodă. Istoria Crivinei este legată de mănăstirea Bunavestire, apoi de mănăstirea Mihai Vodă și multă vreme a fost îngemănată cu a satului Țigănia.
Prima mențiune documentară a satului Crivina este din 21 ianuarie 1797, când sătenii se plângeau din cauza asupririlor la care erau supuși de ispravnicul mănăstirii, un anume Mihalache. La 1821, satul nu avea biserică și nici locuitori nu erau foarte mulți. Unii bătrâni își amintesc că biserica nu a existat la început. Satul ea așezat peste râul Sabar, iar nu în locul unde se găsește astăzi. Au fost la început vrei 7-8 case, întemeiate aici de primii locuitori veniți din Oltenia. Oamenii mergeau la biserică în comuna Bolintinul din Vale, căci aici era biserică.  Catagrafia Eparhiei Ungrovlahiei din 1810, cum satul nu avea biserică, nu oferă date despre Crivina. Despre Țigănie (Mihai Vodă) spune că avea 51 de familii cu 189 de locuitori. Dintr-o catagrafie ulterioară, din 1819-1920, din care pentru județul Ilfov s-a păstrat numai o listă a birnicilor, aflăm că în Plasa Sabarului de Sus era satul Aleșii lui Mihai Vodă, nou înființat, locuit de 12 familii de pălmași.

## Etimologie
Învățătorul crivinean Nicolae Negoiță afirma despre numele satului că provine din cuvântul slavonesc crivine, adică băltoace. Denumirea reflectă înfățișarea terenului pe care este așezat satul. Poate avea și sensul de cot al unui râu sau loc strâmb (viroaga Strâmba, care a fost râu în toată regula cândva). Alte sensuri: pădurice, desiș de mărăcini mari sau de arbori tineri pe prundul unei ape; nisipărie; loc umed, mlăștinos; smârcuri.